# El DeBarge
Eldra Patrick "El" DeBarge (Detroit, 4 juni 1961) is een Amerikaanse zanger en songwriter.
El DeBarge kreeg bekendheid als zanger van de band DeBarge. Deze band had een hit met het nummer Rhythm of the Night. Later ging hij solo en had hij een hit met het nummer voor de film Short Circuit, getiteld Who's Johnny?. In Nederland was deze plaat op donderdag 17 juli 1986 TROS Paradeplaat op Radio 3.

## NPO Radio 2 Top 2000
| Nummer met noteringen in de NPO Radio 2 Top 2000 | '99  | '00  |
| ------------------------------------------------ | ---- | ---- |
| Who's Johnny?                                    | 1895 | 1753 |

1. ↑  Een vetgedrukt getal geeft de hoogste notering aan.
2. ↑  Deze tabel is bijgewerkt tot en met de laatste editie (2024).

- Biblioteca Nacional de España: XX1572155
- Bibliothèque nationale de France: cb139682256 (data)
- CiNii: DA16734579
- Gemeinsame Normdatei: 134356179
- International Standard Name Identifier: 0000 0000 5935 0903
- Library of Congress Control Number: n92007025
- MusicBrainz: 68eabc1f-f304-46cb-8015-6f9cb7af33c6
- Nationale Bibliotheek van Israël: 987007350582105171
- Nederlandse Thesaurus van Auteursnamen: 102418055
- Virtual International Authority File: 19873395
- WorldCat: E39PBJvt7qjXkJ3WxhDt8PBgKd